# Boruszkiwci
Boruszkiwci (ukr. Борушківці, hist. pol. Boruszkowce) – wieś na Ukrainie, w obwodzie żytomierskim, w rejonie żytomierskim, w hromadzie Lubar. W 2001 liczyła 631 mieszkańców, spośród których 623 wskazało jako ojczysty język ukraiński, 7 rosyjski, a 1 białoruski.